# Hugo de Champanhe

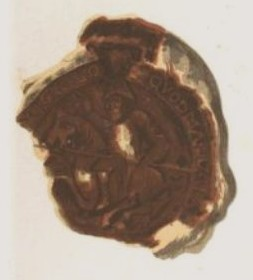
Hugo, Conde de Champagne.

Hugo de Champanhe (em francês: Hugues de Champagne; 1074-1125), um dos fundadores dos cavaleiros templários, era o terceiro filho e mais novo de Teobaldo III de Blois e de Adelaide Valois, e foi o primeiro conde de Champanhe de 1093 até sua morte.
Em 1089, com a morte de seu pai, recebeu o Condado de Bar-sur-Aube. Em Janeiro de 1093, ao morrer seu irmão Odão V, acima dele, tornou-se igualmente conde de Meaux e Vitry. Uniu tudo e formou um novo e único núcleo sob o Condado de Champanhe.
Casa-se em 1094 com Constança de França († 1125 ), filha do rei Filipe II de França, mas que foi anulado em 1105 por falta de capacidade de obter descendência.
Em 1110, contrai novamente matrimónio desta vez com Isabel de Borgonha, filha do conde palatino da Borgonha, Mâcon e Viena, Estêvão da Borgonha, chamado de "negrito", e de Beatriz de Lorena, filha de Gerardo I da Lorena. Ela, em 1123, dá à luz um filho chamado Odão I de Champlite mas o marido não reconhece a criança como seu.
É, nessa altura, que abdica dos seus títulos e legado no seu sobrinho Teobaldo IV de Blois. Apesar disso, Teobaldo nunca se deu pelo título de Conde de Champanhe e empregava apenas o do conde de Blois.
Em 1124, o Sacro Imperador Romano-Germânico Henrique V, aliou-se com o seu sogro, o rei da Inglaterra e duque da Normandia, Henrique I, e ambos invadiram o Condado de Champanhe, chegando a Reims. Mas aí teve de parar porque lhes esperava um impressionante exército, do qual fazia parte de Hugo I de Champanhe e o respectivo sobrinho seu herdeiro, e forçaram-nos a voltar para trás.
Em 1116, favorece a expansão da cisterciense , oferecendo-lhe as terras para a fundação da Abadia de Claraval, em parte por causa do seu bom relacionamento com São Bernardo. Ainda subsiste uma carta entre os dois,, escrita em 1125 pelo santo lamentando a ausência do conde mas orgulhoso por ele ter optado por servir a  Ordem do Templo, pela qual ambos tinham contribuído tanto para que o seu nascimento acontecesse, no estado de compromisso de viver em pobreza que a mesma obrigava quando na verdade ele era conde e portanto riquíssimo de bens materiais.
Apesar de não ter participado da Primeira Cruzada, fez em 1104 uma peregrinação à Terra Santa e retorna seus domínios em 1107. Em Agosto de 1114, ele partiu de novo à Palestina acompanhado por Hugo de Payens, seu vassalo. O último, em 1118, que entretanto tinha decidido não voltar ao seu condado de ..., torna-se o principal fundador e o primeiro grão-mestre da Ordem do Templo de Salomão. Mais tarde, em 1124, será a vez do seu senhor partir de mais uma vez para Jerusalém para ingressar, também ele, na referida ordem dos templários que teria ajudado a fundar.